# 12 Comae Berenices
12 Comae Berenices (các tên gọi khác là 12 Com, NSV 5581, BD+26°2337, FK5 1318, HD 107700, HIP 60351, HR 4707, SAO 82273, WDS J12225+2551A) là tên của một hệ sao đôi nằm trong chòm sao Hậu Phát. Nó là thiên thể thành viên sáng nhất trong cụm Coma và ta có thể nhìn thấy nó bằng mắt thường do cấp sao biểu kiến của nó là 4,80. Mặc dù được nghi ngờ là một ngôi sao biến quang nhưng các phép đo sáng lại cho thấy điều này là vô lí. Tuy nhiên, vận tốc hướng tâm của nó thì lại biến đổi, điều này được nhà thiên văn học người Mỹ William Wallace Campbell phát ngôn vào năm 1910. Chu kì quỹ đạo của nó là 396,5 ngày và giá trị độ lệch tâm quỹ đạo của nó là 0,566.
Nó có hai ngôi sao, một ngôi sao là sao khổng lồ loại F và một ngôi sao khác nhỏ hơn nhưng nhiệt độ cao hơn là sao loại A, nằm trong dãy chính. Năm 2011, Griffin và Griffin khẳng định rằng ngôi sao nhỏ hơn loại A đang tiến hóa để vượt ra khỏi dãy chính thay vì trở thành một ngôi sao lớp IV. Ngôi sao khổng lồ loại F, tạm gọi là sao A, có khối lượng gấp 2,6 lần khối lượng Mặt trời, có bán kính gấp 8,9 lần bán kính Mặt trời, chiếu sáng với độ sáng gấp 56 lần độ sáng mặt trời và nhiệt độ quang cầu của nó là 5300 Kelvin. Ngôi sao B có khối lượng gấp đôi khối lượng mặt trời, bán kính gấp 2,5 lần, chiếu sáng gấp 30 lần so với mặt trời và nhiệt độ quang cầu của nó là 8500 Kelvin.

## Dữ liệu hiện tại
Theo như quan sát, đây là hệ sao nằm trong chòm sao Hậu Phát và dưới đây là một số dữ liệu khác:
Xích kinh 12h 22m 30.31076s
Độ nghiêng +25° 50′ 46.1896″
Cấp sao biểu kiến 4.80
Cấp sao tuyệt đối 055±006 / 105±006
Vận tốc hướng tâm +05±09
Giá trị thị sai 11.8280
Chu kì 39654±012 d